# The Cult
The Cult er et rockband fra Storbritannien. Bandets største succes er albummet Love fra 1985 som til dato er solgt i mere end 2.5 mio. eksemplarer.

## Diskografi
- Dreamtime (1984)
- Pure Cult for rockers ravers lovers and sinners (1984)
- Ressurection joe – she sells sanctuary (1984)
- Love (1985)
- Rain – revolution (1985)
- Electric (1987)
- Love Removal Machine – Lil'Devil (1987)
- Sonic Temple (1988)
- Fire woman – edie ciao baby – sun king (1989)
- Ceremony (1991)
- Sanctuary mcmxciii (1992)
- The cult (1994)
- Beyond good and evil (2001)
- The demo sessions (2002)
- Born into this (2007)

| Musikgruppe | Spire Denne artikel om en britisk musikgruppe er en spire som bør udbygges. Du er velkommen til at hjælpe Wikipedia ved at udvide den. |